# Adrian Boult
Adrian Cedric Boult (Chester, Reino Unido; 8 de abril de 1889-Londres, Reino Unido; 22 de febrero de 1983) fue un director de orquesta británico.

## Biografía
Boult nació en Chester (Inglaterra) y fue educado en Westminster School y en Christ Church (Oxford). Fue introducido en el mundo de la música a través de un amigo de la familia, Frank Schuster. Este era amigo del compositor Edward Elgar y le presentó el joven Boult alrededor de 1905.
Completó su educación musical en el Conservatorio de Leipzig, donde aprendió dirección observando el eminente director húngaro Arthur Nikisch. Cantó en algunos festivales corales, como los Festivales de Reading y Leeds de 1913, cuando vio dirigir a Nikisch, y conoció a George Butterworth y a otros compositores británicos. 
Durante la Primera Guerra Mundial fue empleado en la Oficina de Guerra, y estando allí 1918 planeó una serie de conciertos con la Orquesta Sinfónica de Londres, que incluía varias obras recientes importantes de compositores británicos: Los planetas, de Gustav Holst; A London Symphony de Ralph Vaughan Williams, y la Sinfonía n.º 2 de Elgar. Elgar escribió para él y dijo que estaba convencido de que el futuro de su música estaba seguro en las manos de Boult. De esta manera, Boult sentó las bases de una larga e importante carrera como intérprete de la música inglesa del siglo XX.

## Carrera

### Birmingham y la BBC
En 1924, Boult fue nombrado director de la Orquesta Sinfónica de la Ciudad de Birmingham y en 1930 fue nombrado director de música en la BBC y director de la Orquesta Sinfónica de la BBC, sucediendo al primer Director de Música, Percy Pitt. Durante la década de 1930 la orquesta de la BBC llegó a ser famosa por su alto nivel de interpretación y por la fantástica forma de dirigir de Boult, así como por el repertorio que elegía (a menudo, obras desconocidas). Entre estos éxitos se encuentra una temprana ejecución de las Variaciones op. 31 de Arnold Schoenberg, el estreno británico de la ópera de Alban Berg Wozzeck y el estreno de la Sinfonía N º 4 en Fa menor de Vaughan Williams. 
Durante la Segunda Guerra Mundial, la Orquesta Sinfónica de la BBC fue evacuada a Bristol, donde sufrió bombardeos, a Bedford. En estos años hizo grabaciones de la Segunda Sinfonía de Elgar, de The Planets de Holst y de Job, A Masque for Dancing de Vaughan Williams. En 1948, su amor por la música inglesa y por lo pionero lo llevó al Harringay Arena, donde dirigió las charangas y los coros de voces masculinas en el primer Nacional Colliery Music Festival. Poco después, en el mismo año, Steuart Wilson fue nombrado Director de Música en la BBC. Las sugerencias de que el nivel de interpretación había caído más allá de la capacidad de rectificar Boult se tomaron como una razón para insistir en su jubilación a la edad de 60 años en 1949, un incidente que sigue siendo polémico hasta el día de hoy. Más tarde, la BBC invitó a Boult para dar una cálida introducción a la histórica segunda retransmisión de Arturo Toscanini, junto a la Orquesta Philharmonia el 1 de octubre de 1952; el discurso ha sido incluido en algunas versiones de la emisión.

### Filarmónica de Londres
Después de dejar el cargo de director en la Orquesta de la BBC, Thomas Russell, el Director Gerente de la Orquesta Filarmónica de Londres (LPO), ofrece a Boult el cargo de director principal de la LPO, sucediendo a Eduard van Beinum. En la década de 1930 bajo la dirección de Thomas Beecham, la LPO había llegado a ser la otra gran orquesta de Londres, pero desde la salida de Beecham, necesitaba una reconstrucción. Boult aceptó esta posición. A través de la orquesta, obtuvo un contrato de grabación con empresas americanas y grabó las sinfonías de Johannes Brahms y obras de Hector Berlioz y Jean Sibelius, entre otros compositores. 
Hubo controversia y ambigüedad sobre el papel de Boult en el despido de Thomas Russell de su cargo como Director Gerente de la LPO, en 1952, durante los años de la guerra fría, ya que Russell era miembro reconocido del Partido Comunista de Gran Bretaña. Boult fue director principal de la LPO hasta 1957. Después de la repentina dimisión de Andrzej Panufnik como director de la Orquesta Sinfónica de la Ciudad de Birmingham (CBSO), Boult ingresó como director principal de esta orquesta para la temporada 1959-1960. Ese fue su último cargo, aunque se mantuvo estrechamente asociado con la LPO como su Presidente hasta que se retiró. 
Boult grabó las siete sinfonías de Vaughan Williams para Decca Records en 1953-1954 con la LPO, con el compositor presente. Decca grabó también un breve discurso de Vaughan Williams a los músicos tras la grabación de la Sexta sinfonía, y lo incluyó en el álbum.

### Últimos años
En el período de principios de la década de 1960, Boult adquirió la condición de una figura venerada en la música británica, y a pesar de su avanzada edad siguió dirigiendo nuevas obras, objeto de valoración por su imparcialidad y fiabilidad. Fue director invitado con orquestas del Reino Unido y del extranjero (Viena y Boston). En 1969 fue nombrado Compañero de Honor (CH). Habiendo grabado mucha música británica, se anima a grabar la música orquestal de Brahms, Richard Wagner, y Franz Schubert. Su repertorio, en general, era mucho más amplio que su discografía posterior podría indicar; de hecho, no sólo dirigió siete de las nueve sinfonías de Mahler mucho antes de su resurgimiento en la década de 1960, sino que también programó con frecuencia el ballet Daphnis et Chloé de Ravel e incluso la ópera Doktor Faust de Ferruccio Busoni, rara vez interpretada, a finales de la década de 1940. 
Su última actuación pública fue dirigiendo el ballet The Sanguine Fan de Elgar en el Festival de Ballet de Londres en el Coliseum Theatre (Londres) el 24 de junio de 1978. Su último disco, terminado en diciembre de 1978, era de la música de Hubert Parry. Se retiró oficialmente de la dirección de orquesta en 1981.

## Obras
- A handbook on the technique of conducting, 1951.
- Thoughts on Conducting, 1963.
- My Own Trumpet, 1973 (autobiografía).
- Boult on Music: Words from a Lifetime's Communication, 1983 (selección de sus ensayos).